# Just like You (album de Keyshia Cole)
Just like You este cel de-al doilea album de studio al interpretei americane Keyshia Cole. Materialul a fost lansat în Statele Unite ale Americii la data de 25 septembrie 2007, prin intermediul caselor de discuri Imani și Geffen.

## Lista cântecelor
1. „Let It Go” (duet cu Missy Elliott și Lil' Kim)  — 3:58
2. „Didn't I Tell You” (duet cu Too $hort) — 3:51
3. „Fallin' Out” — 4:27
4. „Give Me More” — 3:53
5. „I Remember” — 4:20
6. „Shoulda Let You Go” (duet cu Amina Harris)  — 3:40
7. „Heaven Sent” — 3:52
8. „Same Thing (Interlude)” — 1:35
9. „Got to Get My Heart Back” — 4:17
10. „Was It Worth It?” — 3:36
11. „Just Like You” — 4:06
12. „Losing You” (duet cu Anthony Hamilton) — 3:49
13. „Last Night” (duet cu Diddy) — 4:15
14. „Work It Out” — 4:04
15. „Let It Go” (remix cu  Missy Elliott, Young Dro și T.I.) — 3:40

Cântece bonus pentru ediția distribuită în Regatul Unit
1. „(When You Gonna) Give It Up to Me” — 4:10
2. „I Should Have Cheated” — 5:28

## Clasamente
| Clasament                  | Poziția maximă | Referință |
| -------------------------- | -------------- | --------- |
| U.S. Billboard 200         | 2              | [ 1 ]     |
| U.S. Billboard R&B/Hip-Hop | 1              | [ 1 ]     |
| World Albums Top 40        | 3              | [ 1 ]     |